# Hemidactylus bavazzanoi
Hemidactylus bavazzanoi är en ödleart som beskrevs av  Lanza 1978. Hemidactylus bavazzanoi ingår i släktet Hemidactylus och familjen geckoödlor. Inga underarter finns listade i Catalogue of Life.